# Anne Ferrand
Anne Ferrand (* 1657; † 1740 in Paris) war eine französische Schriftstellerin.

## Leben

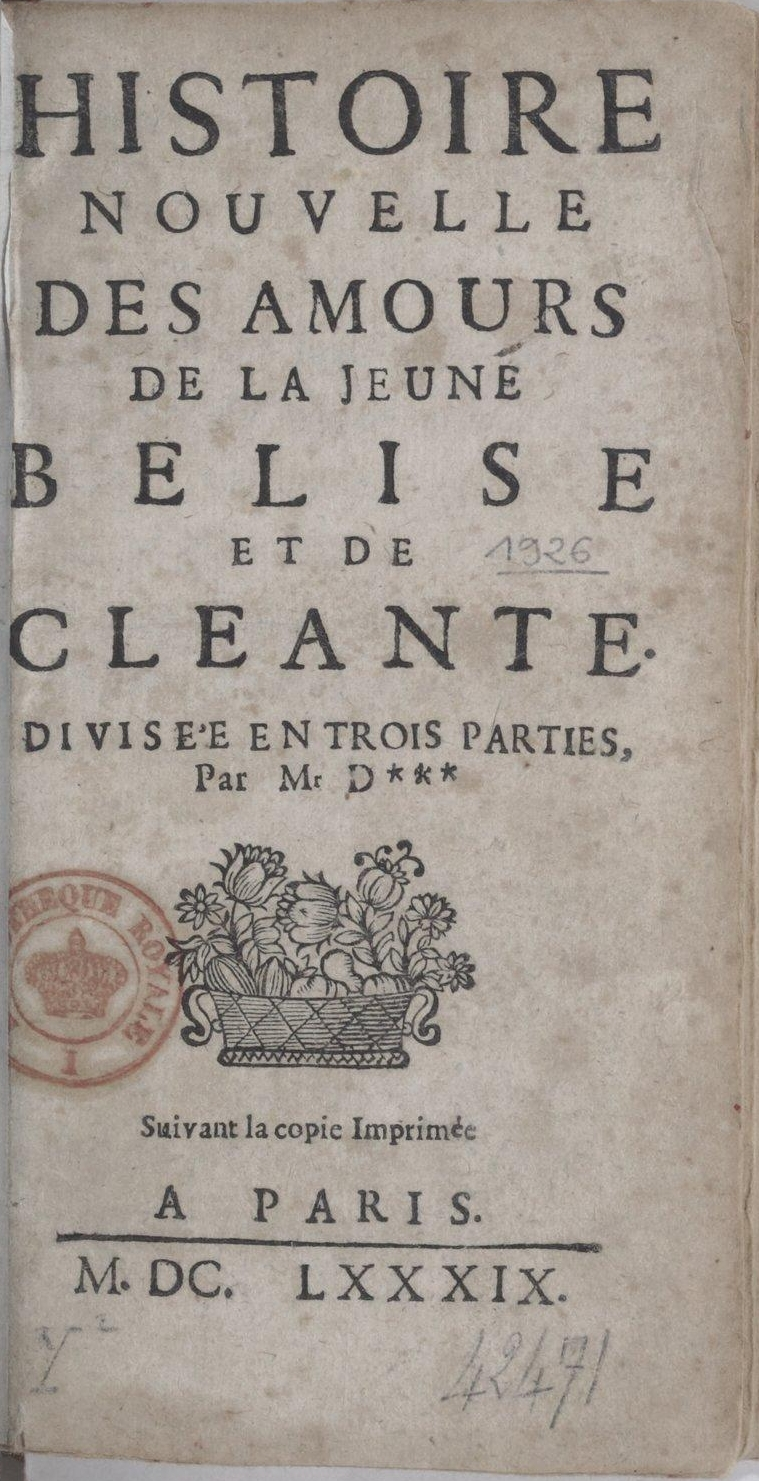
Titelblatt der Histoire nouvelle des amours de la jeune Belise et de Cléante, 1689

Anne Ferrand war die Tochter von François Bellinzani, einem Agenten Jean-Baptiste Colberts, und dessen zweiter Ehefrau Louise Chevreau. Anne wurde um 1657 geboren. Mit 13 oder 14 Jahren verliebte sie sich auf einem Ball in den etwa 13 Jahre älteren Louis Nicolas Le Tonnelier de Breteuil. Als sie erfuhr, Breteuil beabsichtige eine Hochzeit mit einer Anderen, wollte Anne in ein Kloster eintreten. Die Familie zwang sie jedoch am 1. Februar 1676 zur Heirat mit dem Lieutenant au Châtelet Michel Ferrand, einem Spross des Pariser Beamtenadels. Mit dem bis 1684 nach Italien versetzten Breteuil blieb Anne Ferrand in brieflichem Kontakt. Der Vater wurde 1683 nach dem Tod Colberts inhaftiert und starb nach fünf Monaten im Gefängnis. In der Ehe mit Ferrand gebar sie drei Kinder. Der 1676 geborene einzige Sohn Antoine Ferrand wurde als Jurist und libertinistischer Dichter bekannt. Die Rückkehr Breteuils führte im März 1686 zum Scheitern der Ehe mit Ferrand. Der Scheidungskontrakt billigte der Ehefrau die Wohnsitznahme in einem Konvent, eine Sofortzahlung von 6000 Livres und einen vierteljährlich auszuzahlenden Unterhalt von 4000 Livres im Jahr vor.
Anne Ferrand gebar sieben Monate nach der offiziellen Trennung als viertes Kind eine Tochter, die nach dem Taufeintrag ohne Nennung der Eltern lediglich auf den Namen Michelle getauft wurde und später in ein Kloster gegeben wurde. Der Ex-Ehemann Michel Ferrand verweigerte die Anerkennung des Kindes. Bis 1691 wurde Anne Ferrand auf Befehl des Königs im Konvent Saint-Lô bei Chartres interniert. Michelle, eine Nonne, verklagte 1735 unterstützt von ihrer Halbschwester Émilie du Châtelet und vertreten durch den Anwalt Henry Cochin die greise Mutter vor dem Pariser Gerichtshof erfolgreich auf die Anerkennung der Mutterschaft. Die die öffentliche Aufmerksamkeit erregende Mutterschaftsklage wurde 1739 in den Recueil des Causes célèbres aufgenommen und wurde 1753 in den Memoiren des Anwalts ausführlich berichtet. Anne Ferrand verstarb 1740.

## Werk
Anne Ferrand veröffentlichte 1689 die Geschichte ihrer Liebe als Histoire nouvelle des amours de la jeune Bélise et de Cléante, einem Briefroman in drei Teilen. In den ersten beiden Teilen berichtet Bélise einer Freundin ihre Liebe zu Cléante. Im dritten Teil erzählt ein Freund Cléantes das Ende des Liebespaares. Der Roman erlebte bis zum Ende des 18. Jahrhunderts mehrere Auflagen. 1691 folgte eine Briefsammlung unter dem Titel Histoire des amours de Cléante et de Bélise, avec le recueil de ses lettres.

## Veröffentlichungen
- Histoire nouvelle des amours de la jeune Bélise et de Cléante, Paris, 1689.
- Histoire des amours de Cléante et de Bélise, avec le recueil de ses lettres, Paris, 1691.